# Volleybalvereniging Utrecht 2022-2023
Questa voce raccoglie le informazioni riguardanti il Volleybalvereniging Utrecht nelle competizioni ufficiali della stagione 2022-2023.

## Stagione
Il Volleybalvereniging Utrecht partecipa alla stagione 2022-23 con la denominazione sponsorizzata Booleans/VV Utrecht.
Raggiunge la finale in tutte le competizioni nazionali: conquista la Supercoppa olandese, ma viene sconfitto sia in Coppa dei Paesi Bassi che nella finale scudetto di Eredivisie.

## Organigramma societario
Area direttiva
- Presidente: Sam van Ling
- Manager: Hans Stindt

Area tecnica
- Primo allenatore: Ali Moghadassian
- Secondo allenatore: Mark Roper
- Scoutman: Jelle Boerboom

Area medica
- Fisioterapista: Brian Lui

## Rosa
| N° | Nome                 | Ruolo | Data di nascita  | Nazionalità sportiva |
| -- | -------------------- | ----- | ---------------- | -------------------- |
| 1  | Bjorna Gras          | S     | 1º dicembre 1995 | Paesi Bassi          |
| 2  | Lynn Zweekhorst      | O     | 18 aprile 2000   | Paesi Bassi          |
| 3  | Carla Mulli          | S     | 13 agosto 2000   | Lussemburgo          |
| 4  | Ilse Janssen         | S     | 31 dicembre 1997 | Paesi Bassi          |
| 5  | Susanne Kos          | L     | 5 gennaio 2000   | Paesi Bassi          |
| 6  | Denise de Kant       | C     | 27 luglio 1997   | Paesi Bassi          |
| 7  | Marly Bak            | O     | 2 giugno 1995    | Paesi Bassi          |
| 8  | Laure Snijders       | C     | 26 marzo 1995    | Paesi Bassi          |
| 9  | Lisa Kersten         | C     | 31 gennaio 1995  | Paesi Bassi          |
| 10 | Robin van de Velde   | P     | 18 novembre 1992 | Paesi Bassi          |
| 11 | Ana Rekar            | P     | 19 gennaio 1995  | Paesi Bassi          |
| 12 | Iris Reinders        | S     | 27 ottobre 1994  | Paesi Bassi          |
| 13 | Mirte van der Sluijs | S     | 2 maggio 2003    | Paesi Bassi          |
| 14 | Marit Pasterkamp     | C     | 29 gennaio 2002  | Paesi Bassi          |

## Statistiche

### Statistiche di squadra
| Competizione          | Punti | In casa | In casa | In casa | In trasferta | In trasferta | In trasferta | Totale | Totale | Totale |
| Competizione          | Punti | G       | V       | P       | G            | V            | P            | G      | V      | P      |
| --------------------- | ----- | ------- | ------- | ------- | ------------ | ------------ | ------------ | ------ | ------ | ------ |
| Eredivisie            | 42/25 | 18      | 15      | 3       | 17           | 9            | 8            | 35     | 24     | 11     |
| Coppa dei Paesi Bassi | -     | 2       | 2       | 0       | 2            | 2            | 0            | 5      | 4      | 1      |
| Supercoppa olandese   | -     | -       | -       | -       | -            | -            | -            | 1      | 1      | 0      |
| Totale                | -     | 20      | 17      | 3       | 19           | 11           | 8            | 41     | 29     | 12     |

Nel computo è incluso l'incontro successivamente annullato contro l'Eurosped.

### Statistiche delle giocatrici
Dati non disponibili.